# Gare de Berlin Sundgauer Straße
La gare de Berlin Sundgauer Straße est une gare ferroviaire à Berlin, dans le quartier de Zehlendorf.

## Histoire
Les premiers plans pour une gare de Zehlendorf Ost datent de 1914, mais ne se sont jamais concrétisés. À l'occasion de l'électrification de la ligne du Wannsee au début des années 1930, la Deutsche Reichsbahn décide de construire la gare sous le nom de Sundgauer Straße. L’ouverture a lieu le 1er juillet 1934, environ un an après l’électrification du chemin de fer. Les coûts de construction ont été évalués à environ 620 000 marks.
Au cours de la Seconde Guerre mondiale, la gare ne subit pas de dommages importants.
À la suite de la deuxième grève de la Reichsbahn, la ligne du Wannsee est fermée le 18 septembre 1980. Après la cession des droits d'exploitation de la Deutsche Reichsbahn à la Berliner Verkehrsbetriebe (BVG), le 9 janvier 1984, la reconstruction de la ligne et la rénovation complète des gares commencent et sont achevées le 1er février 1985.

## Service des voyageurs

### Accueil
L'accès se fait par deux sorties situées au centre et à l'extrémité sud-ouest du quai central long de 166 mètres.

### Intermodalité
La gare est en correspondance avec des lignes d'omnibus de la BVG.

## Patrimoine ferroviaire
Le bâtiment d'entrée, un bâtiment en brique d'un étage, est dans le style du bâtiment typique de la gare berlinoise des années 1920 et 1930. Il est classé monument historique dans la liste des monuments de Berlin.